# Autokollimator

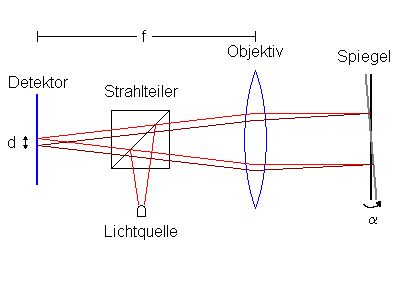
Darstellung zum Versuchsaufbau

Ein Autokollimator ist ein optisches Winkelmessgerät für kleine Winkel.

## Funktionsweise
Ein Autokollimator misst Winkeländerungen eines Objekts. Dazu wird an dem Objekt ein Reflektor angebracht, beispielsweise ein Spiegel. Der Autokollimator besitzt eine Lichtquelle, die einen Lichtstrahl aussendet. Der Lichtstrahl wird auf den Spiegel gerichtet, vom Spiegel reflektiert und auf einen Detektor fokussiert. Verkippt das Objekt, wandert der Fokus auf dem Detektor. 
Mit Hilfe dieser Verschiebung {\displaystyle d} und der Brennweite {\displaystyle f} der verwendeten Optik kann nun präzise der Winkel {\displaystyle \alpha } des Spiegels bestimmt werden. Dabei wird {\displaystyle \tan(\alpha )} durch {\displaystyle \alpha } angenähert, was für die kleinen zu messenden Winkel eine gute Näherung ist. Es ergibt sich:
{\displaystyle \alpha =\arctan \left({\frac {d}{2f}}\right)\approx {\frac {d}{2f}}}
Als Detektor wird zum Beispiel ein CCD-Array oder ein PSD eingesetzt. Es gibt auch analoge Autokollimatoren, bei denen die Position des Fokus mit einer Ableseoptik bestimmt wird.
Damit der reflektierte Lichtstrahl nicht von der Lichtquelle abgeschattet wird, ist in der Regel ein Strahlteiler vorgesehen, mit dem der von der Lichtquelle kommende Lichtstrahl auf den Spiegel umgelenkt wird. 
Natürlich können auf diese Weise nur kleine Winkel gemessen werden, da der Lichtstrahl wieder in die Optik des Autokollimators zurückgeworfen werden muss.